# Newsweek
Newsweek és una revista d'informació general d'aparició setmanal, publicada a Nova York i distribuïda als Estats Units.
És la segona revista setmanal amb major difusió als Estats Units, havent estat en aquesta posició darrere de la revista Time durant tota la seva existència (excepte un breu període, en el qual va superar els seus ingressos publicitaris). No obstant això, la seva difusió és superior a la de U.S. News & World Report. De les tres revistes, Newsweek és generalment considerada lleugerament més liberal que Time, mentre que U.S. News és clarament conservadora

## Història
Originalment denominada "News-Week", va ser fundada per Thomas JC Martyn el 17 de febrer de 1933. Aquest número contenia set fotografies de les notícies de la setmana en la seva portada. Amb el pas del temps va ampliar el concepte de revista de notícies, des d'històries personals a l'anàlisi i la crítica.
El 1961  The Washington Post Company va comprar la revista. A data de 2003, es calcula que té una distribució mundial de més de 4 milions, incloent 3,1 milions als Estats Units També publica edicions en japonès, coreà, polonès, rus, espanyol i àrab, a més de Newsweek International en anglès.
Centralitzada a Nova York, va arribar a tenir 22 oficines: 9 als Estats Units i també oficines a Pequín, Ciutat del Cap, Frankfurt, Hong Kong, Jerusalem, Londres, Ciutat de Mèxic, Moscou, París, Tòquio i Varsòvia.
El 2012 va anunciar que publicava el seu darrer número en paper, amn el títol #Lastprintissue (darrer número en paper). El 2013 va canviar d'amors, passant a formar part de IBT Media. Al desembre va anunciar que es tornaria a fer una edició en paper d'encà del gener de 2014.